# Divan Japonais
Divan Japonais – litografia francuskiego postimpresjonisty Henriego de Toulouse-Lautreca z 1892/1893.
Plakat zaprojektowany dla otwartej w 1893 café-concert "Le divan japonais".
Toulouse-Lautrec umieścił elegancką postać Jane Avril na pierwszym planie. Tancerka siedzi w loży wraz z krytykiem sztuki i krytykiem muzycznym, Edouardem Dujardinem podczas występu Yvette Guilbert (później będzie ona przyjaciółką Toulouse-Lautreca). Artysta zastosował swoją radykalną metodę fragmentaryczności, brzegiem plakatu obciął głowę Yvette Guilbert (możemy ją poznać dzięki charakterystyczny czarnym, długim rękawiczkom, jasnej sukni i smukłej sylwetce). Jane Avril i jej towarzysz sprawiają wrażenie niezainteresowanych występem Yvette. Jane kokieteryjnie się uśmiecha, a Edouard jest bardziej zafascynowany jej urokami niż samym przedstawieniem.